# Максиміліан Михелчич
Максиміліан Михелчич (словен. Maksimilijan Mihelčič, нар. 29 липня 1929, Лайбах — пом. 29 березня 1958, Загреб) — югославський футболіст, що грав на позиції воротаря. Відомий виступами, зокрема, за клуб «Граджянскі» (Загреб), а також національну збірну Югославії. Дворазовий чемпіон Югославії. Один з найкращих словенських футболісті між-воєнного часу.

## Клубна кар'єра
Є вихованцем футбольного клубу «Гермес» (Любляна).
Наприкінці 1924 року приєднався до команди «Граджянскі» (Загреб), де мав стати заміною багаторічному воротарю і зірці команди Драгутинові Врджюці. Дебютував у офіційному матчі в складі нового клубу 11 січня 1925 року в матчі кубка Загреба проти клубу «Южна Жалєзница» (12:0). У першому сезоні грав у складі нечасто: по два матчі у переможних для команди розіграшах чемпіонату і кубку Загреба, поступаючись місцем у основі Вілиму Вокауну. Але уже наступного сезону Михелчич закріпився в основному складі. Був одним з провідних гравців клубу разом з такими футболістами, як Еміл Першка, Франьо Мантлер, Рудольф Рупець, Густав Ремець, Франьо Гілер, Рудольф Хітрець, Драгутин Врагович, Степан Пасінек, Драгутин Бабич, Славин Циндрич та іншими.
В 1926 році став переможцем чемпіонату Югославії. В 1/4 і 1/2 фіналу «Граджянскі» розгромив «Ілірію» (Любляна) і «Славію» (Осієк) з рахунками 7:1 і 7:0 відповідно. У фіналі клуб зустрівся з переможцем двох попередніх чемпіонатів «Югославією», яку переміг з рахунком 2:1.
Ще один титул чемпіона Югославія Михелчич виграв у 1928 році. Команда здобула чотири перемоги і одного разу програла в одноколовому ліговому турнірі для шести учасників. Максиміліан зіграв у чотирьох матчах змагань з п'яти проведених.
По завершенні сезону чемпіон переміг 5:1 «Югославію» у відбірковому матчі за право зіграти у зіграти міжнародному турнірі для провідних клубів Центральної Європи — Кубку Мітропи. В 1/4 фіналу змагань «Граджянські» переміг у першому матчі чемпіона Чехословачинни клуб «Вікторію» — 3:2. Проте, у матчі відповіді упевнену перемогу святкували суперники — 1:6.
Загалом у складі «Граджянскі» зіграв у 1924—1934 роках в офіційних іграх 137 матчів. Серед них 26 матчів у чемпіонаті Югославії, 92 матчі у чемпіонаті Загреба і кваліфікації до національної першості, 16 матчів у кубку Загреба, 2 матчі у кубку Мітропи, 1 матч у кваліфікації до кубку Мітропи.
Завершував кар'єру в команді «Спарта» (Загреб).
Певний час був водієм мера міста Загреб. Після Другої світової війни тренував молодіжну команду клубу «Динамо» (Загреб).

## Виступи за збірну
1925 року дебютував в офіційних матчах у складі національної збірної Югославії у грі проти Чехословаччини (0:7).
Учасник Олімпійських ігор 1928 року в Амстердамі, де був резервним гравцем команди.
Перед чемпіонатом світу 1930 року саме Михелчич був основним гравцем національної команди. Проте, через конфлікт у федерації, до Уругваю відправились лише сербські футболісти. А колега і конкурент Максиміліана воротар Милован Якшич став одним з героїв турніру, відзначившись у грі проти збірної Бразилії, що завершилась сенсаційною перемогою європейців з рахунком 2:1.
Після чемпіонату світу Михелчич зіграв ще чотири гри за збірну у змаганнях за Балканський кубок. Загалом на його рахунку 18 поєдинків у головній команді країни.
Виступав у складі збірних Любляни і Загреба. Ще будучи гравцем «Гермеса», у складі збірної Любляни був учасником Кубка короля Олександра 1924, турніру для збірних найбільших міст Югославії.
У 1925 і 1926 роках уже у складі збірної міста Загреба ставав переможцем кубка короля Олександра. 1925 року Загреб у фіналі переграв Спліт з рахунком 3:1, а на попередніх стадіях переміг Любляну (3:1) і Белград (2:1), а Михелчич відіграв в усіх матчах змагань.
У першості 1926 року збірна Загреба за безпосередньої участі Максиміліана Михелчича послідовно переграла команди Сараєво (6:2), Суботиці (4:3) і Белграда у фіналі (3:1). Таким чином збірна Загреба втретє поспіль виграла турнір і навічно залишила собі трофей, подарований тодішнім королем Олександром. У збірній Загреба Михелчич зіграв 20 матчів.

### Статистика виступів за збірну
| Дата       | Місто    | Господарі      | Результат | Гості          | Турнір                  | Голи | Примітки |
| ---------- | -------- | -------------- | --------- | -------------- | ----------------------- | ---- | -------- |
| 28.10.1925 | Прага    | Чехословаччина | 7 – 0     | Югославія      | товариський матч        | -    |          |
| 30.05.1926 | Загреб   | Югославія      | 3 – 1     | Болгарія       | товариський матч        | -    |          |
| 28.06.1926 | Загреб   | Югославія      | 2 – 6     | Чехословаччина | товариський матч        | -    | 46'      |
| 10.05.1927 | Бухарест | Румунія        | 0 – 3     | Югославія      | Кубок короля Олександра | -    |          |
| 15.05.1927 | Софія    | Болгарія       | 0 – 2     | Югославія      | товариський матч        | -    |          |
| 31.07.1927 | Белград  | Югославія      | 1 – 1     | Чехословаччина | товариський матч        | -    | 52'      |
| 28.10.1927 | Прага    | Чехословаччина | 5 – 3     | Югославія      | товариський матч        | -    |          |
| 10.05.1929 | Бухарест | Румунія        | 2 – 3     | Югославія      | Кубок короля Олександра | -    |          |
| 19.05.1929 | Коломбо  | Франція        | 1 – 3     | Югославія      | товариський матч        | -    |          |
| 28.06.1929 | Загреб   | Югославія      | 3 – 3     | Чехословаччина | товариський матч        | -    |          |
| 06.10.1929 | Бухарест | Румунія        | 2 – 1     | Югославія      | Балканський кубок       | -    |          |
| 28.10.1929 | Прага    | Чехословаччина | 4 – 3     | Югославія      | товариський матч        | -    |          |
| 26.01.1930 | Афіни    | Греція         | 2 – 1     | Югославія      | Балканський кубок       | -    |          |
| 04.05.1930 | Белград  | Югославія      | 2 – 1     | Румунія        | Кубок короля Олександра | -    |          |
| 16.11.1930 | Софія    | Болгарія       | 0 – 3     | Югославія      | Балканський кубок       | -    |          |
| 28.06.1931 | Загреб   | Югославія      | 2 – 4     | Румунія        | Балканський кубок       | -    |          |
| 02.10.1931 | Софія    | Туреччина      | 2 – 0     | Югославія      | Балканський кубок       | -    |          |
| 04.10.1931 | Софія    | Болгарія       | 3 – 2     | Югославія      | Балканський кубок       | -    |          |
| Усього     |          | Матчів         | 18        |                | Голів                   | -43  |          |

## Трофеї і досягнення
- Чемпіон Югославії: 1926, 1928
- Чемпіон футбольної асоціації Загреба: 1924-25, 1925-26, 1927-28
- Володар кубка Загреба: 1927, 1928
- Срібний призер Балканського кубку: 1929-31
- Володар кубка короля Олександра: 1925, 1926